# Al Milgrom
Pour les articles homonymes, voir Milgrom.
Compléments
The Spectacular Spider-Man
La Division Alpha
Facteur-X
Secret Wars II
Al Milgrom ou Allen Milgrom est un dessinateur, encreur, scénariste et éditeur américain.

## Biographie
Al Milgrom a grandi à Détroit, dans le Michigan. Il est diplômé de l'Université du Michigan en 1972.

### Carrière
Al Milgrom commence comme assistant encreur de Murphy Anderson. Au début des années 1970, il travaille pour Charlton Comics et Warren Publishing. Puis il part chez Marvel Comics où il est tantôt dessinateur (Captain America dans les années 1970, Les Vengeurs de 1983 à 1985, Secret Wars de 1985 à 1986), scénariste (Peter Parker, the Spectacular Spider-Man en 1984-85, Incredible Hulk en 1986-87, etc.), encreur et rédacteur en chef. Si sa carrière est essentiellement liée à Marvel, il a aussi travaillé pour DC Comics dans les années 1970 où il crée, avec le scénariste Gerry Conway en 1978 le personnage de Firestorm.
En 2017, il reçoit un prix Inkwell spécial pour l'ensemble de sa carrière.

## Publications

### Atlas/Seaboard Comics
- Destructor #4 (1975)
- Morlock 2001 #1–2 (1975)
- Tiger-Man #3 (1975)
- Western Action #1 (1975)

### DC Comics
- 1st Issue Special #11 (1976)
- Action Comics #462 (1976)
- Ambush Bug: Year None #1-5, 7 (2008–2009)
- Blackhawk #247 (1976)
- Cancelled Comic Cavalcade #1 (1978)
- DC Comics Presents: Superman #1 (2004)
- DC Universe: Legacies #6 (2010)
- Detective Comics #450–451 (Robin); #460–461, 469–470 (Batman) (1975–1977)
- Doom Patrol vol. 5 #16 (2011)
- Firestorm #1–5 (1978)
- Firestorm vol. 2 #100 (1990)
- Fury of Firestorm Annual #4 (1986)
- Hawkman Special #1 (2008)
- Heroes Against Hunger #1 (1986)
- House of Mystery #234, 277 (1975–1980)
- Isis #8 (1977)
- JLA #76 (2003)
- JLA: Classified #35 (2007)
- JSA #33 (2002)
- Legion #16, 25, 31 (2003–2004)
- Man-Bat #1 (1975)
- Mystery in Space vol. 2 #1–8 (2006–2007)
- Orion #18 (2001)
- Power Company Josiah Power #1 (2002)
- Rann/Thanagar Holy War #6 (2008)
- Richard Dragon, Kung-Fu Fighter #2 (1975)
- Sgt. Rock #303–304 (1977)
- Showcase #101–103 (Hawkman et Adam Strange) (1978)
- Son of Vulcan #5 (2005)
- Strange Adventures vol. 3 #1–8 (2009)
- Superman #292 (1975)
- The Superman Family #182–183 (1977)
- Sword of Sorcery #5 (1973)
- Tom Strong's Terrific Tales #10 (2004)
- Unknown Soldier #234 (1979)
- World's Finest Comics #243 (1977)

### Image Comics
- Generation X/Gen¹³ #1 (1998)

### Marvel Comics
- 2099 World Of Tomorrow
- Alpha Flight (La Division Alpha)
- A-Next
- The Amazing Spider-Man #196 (1979)
- Astonishing X-Men
- Cable (X-Men)
- Captain America
- Captain Marvel
- Darkdevil
- Docteur Strange
- Défenseurs
- Daredevil
- Deadly Foes Of Spider-Man
- Avengers Spotlight
- The Avengers
- The Spectacular Spider-Man
- Conan le barbare
- Deadly Hands of Kung Fu
- Master of Kung Fu Shang-Chi
- Incredible Hulk
- Mephisto Vs. The X Factor
- Adam Warlock
- Micronautes
- Ghost Rider
- West Coast Avengers
- What if ? (comics)
- Secret Wars II
- Human Fly (comics)
- Marvel Héroes #1-6
- Ultimate Marvel Team-Up

## Créations
- Marvel Fanfare
- Fantastic Five (cocréateur Tom DeFalco & Paul Ryan)
- Firestorm (cocréateur Gerry Conway)
- Meltdown Tabitha Smith (cocréateur Jim Shooter)
- Agent Simon (cocréateur Tom DeFalco & Ron Frenz)
- Agent Alex DePaul (cocréateur Tom DeFalco & Ron Frenz)
- Speed Demon Blaze Allen
- Debra Whitman
- Doppelganger (cocréateur Jim Starlin & Ron Lim)
- Hepzibah
- Misfit (cocréateur Mark Gruenwald)
- Wide-Load; Poppa Wheelie (cocréateur Herb Trimpe)
- Highwayman (Jefferson Archer)
- Touch ; Sound ; Smell dans West Coast Avengers (cocréateur Steve Englehart)
- Jonathan Ohnn (La Tache) (cocréateur Herb Trimpe)
- Ogun (comics) (cocréateur Chris Claremont)
- Mist Mistress (cocréateur Mark Gruenwald & Kieron Dwyer)
- Quantum (comics) (cocréateur Steve Englehart)
- Halflife (cocréateur Steve Englehart)